# お茶とおっさん
『お茶とおっさん』は、2023年1月7日から6月3日まで毎週土曜 23:15 - 24:00にBSよしもとで放送されていたトークバラエティ番組。

## 出演者
- 松本人志（ダウンタウン）
- 高須光聖
- 坪田信貴（坪田塾塾長）

## 放送時間
- 土曜 23:15 - 24:00（初回放送）
- 土曜 16:00 - 16:45（再放送）

他、BSよしもと動画配信サイトで初回放送日から1週間見逃し配信されている。

## 放送リスト
| 放送回 | 初回放送日    | ゲスト                                                                                      |
| ------ | ------------- | ------------------------------------------------------------------------------------------- |
| 第1回  | 2023年1月7日  | なし（松本＆高須＆坪田トーク）                                                              |
| 第2回  | 2023年1月14日 | 木村弘毅（MIXI代表取締役社長）前編                                                          |
| 第3回  | 2023年1月21日 | 木村弘毅（MIXI代表取締役社長）後編 佐俣アンリ（ANRI株式会社代表パートナー）前編             |
| 第4回  | 2023年1月28日 | 佐俣アンリ（ANRI株式会社代表パートナー）後編                                                |
| 第5回  | 2023年2月4日  | 香田哲朗（株式会社アカツキ 共同創業者取締役CEO）前編                                        |
| 第6回  | 2023年2月11日 | 香田哲朗（株式会社アカツキ 共同創業者取締役CEO）後編 和田泰一（元ニウエ首相補佐官）前編     |
| 第7回  | 2023年2月18日 | 和田泰一（元ニウエ首相補佐官）後編                                                          |
| 第8回  | 2023年2月25日 | なし（総集編。坪田による過去回の振り返りトーク）                                            |
| 第9回  | 2023年3月4日  | 大矢健治（WAGYU MASTER Europe GmbH代表取締役）前編                                          |
| 第10回 | 2023年3月11日 | 大矢健治（WAGYU MASTER Europe GmbH代表取締役）後編                                          |
| 第11回 | 2023年3月18日 | 溝部拓郎（株式会社ポケットペア代表取締役社長）前編                                          |
| 第12回 | 2023年3月25日 | 溝部拓郎（株式会社ポケットペア代表取締役社長）中編                                          |
| 第13回 | 2023年4月1日  | 溝部拓郎（株式会社ポケットペア代表取締役社長）後編 沖田貴史（ナッジ株式会社代表取締役）前編 |
| 第14回 | 2023年4月8日  | 沖田貴史（ナッジ株式会社代表取締役）後編                                                    |
| 第15回 | 2023年4月15日 | なし（総集編。坪田による過去回の振り返りトーク）                                            |
| 第16回 | 2023年4月22日 | 黒川精一（サンマーク出版代表取締役社長）前編                                                |
| 第17回 | 2023年4月29日 | 黒川精一（サンマーク出版代表取締役社長）後編                                                |
| 第18回 | 2023年5月6日  | 須藤憲司（Kaizen Platform代表取締役）前編                                                   |
| 第19回 | 2023年5月13日 | 須藤憲司（Kaizen Platform代表取締役）後編                                                   |
| 第20回 | 2023年5月20日 | 鎌田和樹（UUUM代表取締役会長）前編                                                          |
| 第21回 | 2023年5月27日 | 鎌田和樹（UUUM代表取締役会長）後編 増井健仁（WMJエグゼクティブ・チーフプロデューサー）      |
| 第22回 | 2023年6月3日  | なし（最終回。総集編、坪田による過去回の振り返りトーク）                                    |